# جام ملت‌های فوتبال ساحلی آسیا ۲۰۰۷
قهرمانی فوتبال ساحلی آسیا ۲۰۰۷ دومین دوره فوتبال ساحلی قهرمانی آسیا که توسط کنفدراسیون فوتبال آسیا برگزار شد. این مسابقات به عنوان مقدماتی انتخابی جام جهانی فوتبال ساحلی ۲۰۰۷ شناخته شد. این مسابقات در مردادماه سال ۱۳۸۶ در شهر دبی امارات متحده عربی برگزار شد. در این مسابقات امارات متحده عربی قهرمان شد و ژاپن در رده دوم و ایران مقام سوم را کسب کرد.

## تیم‌های شرکت کننده
در این مسابقات ۶ تیم حضور داشتند.
- بحرین
- چین
- ایران
- ژاپن
- هند
- امارات متحدهٔ عربی

## گروه‌ها
تیم‌ها به دو گروه A و B تقسیم‌بندی شدند.

### گروه A
امارات متحده عربی ۶–۲هند 
(دبی؛ جمیرا پارک، ۲۳ مردادماه ۱۳۸۶)
 ژاپن ۴–۳هند 
(دبی؛ جمیرا پارک، ۲۳ مردادماه ۱۳۸۶)
 امارات متحده عربی ۶–۳ژاپن
(دبی؛ جمیرا پارک، ۲۴ مردادماه ۱۳۸۶)

### گروه B
بحرین ۲–۱چین 
(دبی؛ جمیرا پارک، ۲۳ مردادماه ۱۳۸۶)
 ایران ۵–۵چین 
(دبی؛ جمیرا پارک، ۲۴ مردادماه ۱۳۸۶)
 ایران ۳–۲بحرین 
(دبی؛ جمیرا پارک، ۲۵ مردادماه ۱۳۸۶)

## دور پایانی
|  | نیمه‌نهایی‌         | نیمه‌نهایی‌        |   |                  | نهایی             | نهایی |  |
|  |                   |                  |   |                  |                   |       |  |
|  | ۲۶ مردادماه ۱۳۸۶  |                  |   |                  |                   |       |  |
|  | بحرین             | ۲                |   |                  |                   |       |  |
|  | امارات متحدهٔ عربی | ۵                |   |                  |                   |       |  |
|  |                   |                  |   |                  |                   |       |  |
|  |                   |                  |   |                  | ۲۷ مردادماه ۱۳۸۶  |       |  |
|  |                   |                  |   |                  | امارات متحدهٔ عربی | ۴     |  |
|  |                   | ژاپن             | ۳ |                  |                   |       |  |
|  |                   |                  |   |                  |                   |       |  |
|  |                   |                  |   |                  |                   |       |  |
|  |                   |                  |   |                  | مقام سومی         |       |  |
|  | ۲۶ مردادماه ۱۳۸۶  | ۲۶ مردادماه ۱۳۸۶ |   | ۲۷ مردادماه ۱۳۸۶ | ۲۷ مردادماه ۱۳۸۶  |       |  |
|  | ژاپن              | ۸                |   | ایران            | ۶                 |       |  |
|  | ایران             | ۶                |   |                  | بحرین             | ۰     |  |